# Fritz Fuhrmeister
Fritz Christian David Fuhrmeister (* 19. Juli 1862 in Westdorf bei Aschersleben; † 2. Februar 1937 in Berlin) war ein deutscher Komponist und Liedpianist.

## Leben
Dem Besuch der Realschule in Aschersleben folgte das Musikstudium in Berlin an der Neuen Akademie der Tonkunst (bei Theodor Kullak, Richard Wüerst, Philipp Scharwenka und Hans Bischoff), an der Akademie für Kirchenmusik (bei August Haupt) und an der Hochschule für Musik (bei Ernst Rudorff und Heinrich Barth) sowie 1882 an der Musikhochschule in Weimar (bei Franz Liszt). 1889–1893 wirkte er als Dirigent des Chores der Berliner Handwerkervereinigung und 1895–1899 als Dirigent des Männerchores Caecilia-Harmonia in Berlin. Danach war er freischaffend als Konzertpianist und Musikpädagoge tätig. Er komponierte ein Singspiel, Kammer- und Kirchenmusik, Klavierstücke, Chöre und Lieder. Weiterhin war er Mitglied der Genossenschaft deutscher Tonsetzer und der Berliner Tonkünstlervereinigung. Ehelich war er mit Emma Wiese († 1929) verbunden. Er war Mitglied der Berliner Freimaurerloge Zum flammenden Stern.
Seine letzte Ruhestätte fand er auf dem Südwestkirchhof Stahnsdorf.

## Kompositionen
- Op. 1: Gavotte für Klavier
- Op. 2: Walzer für Klavier (4hdg.)
- Op. 3: Es pirscht im Wald alleine (für 2 Stimmen und Klavier)
- Op. 4: 6 Lieder
- Op. 5: 3 Lieder
- Op. 6: Gavotte und Tarantella (für Klavier, Flöte, Oboe, Klarinette, Horn, Fagott / Sextett / 1901)
- Op. 7: 2 Lieder
- Op. 8: 4 Lieder
- Op. 9: 3 Lieder
- Op. 11: 3 heitere Lieder
- Op. 12: Walse di bravura und Ser. (für Flote und Klavier)
- Op. 13: Der Zwölf-Elf (Männerchor)
- Op. 14: 2 Männerchöre
- Op. 15: Annemarie (Männerchor)
- Auf Posten (Singspiel / unaufgeführt)
- Traumsommerzeit (Text von Otto Julius Bierbaum)
- Deutsche Männer und deutsche Frauen (Feldgrau ist Trumpf / Soldatenlied / Text von Otto von Huth / In: Weltkriegs-Liedersammlung, Dresden 1926).